# اباره (یمن)
 أباره  دهستان بزرگی از توابع استان ذَمار در کشور یمن و در شبه جزیره عربستان واقع می‌باشد.

## جمعیت
جمعیت این دهستان در حدود ۲۷۳۶ نفر می‌باشد. 

## روستاها
این دهستان شامل چند روستا می‌باشد که شرح زیر می‌باشند:
- روستای السوداء
- روستای المَصنَعة
- روستای عیال اَسَد
- روستای سین
- روستای الذُبوُب
- روستای اَلشَرقی

## پیشهٔ
پیشهٔ مردم وساکنان این منطقه کشاورزی و دامداری است، وگروهی نیز زرعت قهوه و قات پیشه کرفته‌اند.

## منبع
- المقحفی، ابراهیم، احمد ، (مُعجَم المُدُن وَالقَبائِل الیَمَنِیَة) ، منشورات دار الحکمة، صنعاء، چاپ پنجم، وانتشار سال ۱۹۸۵ میلادی به (عربی).